# Juliusz Bursche

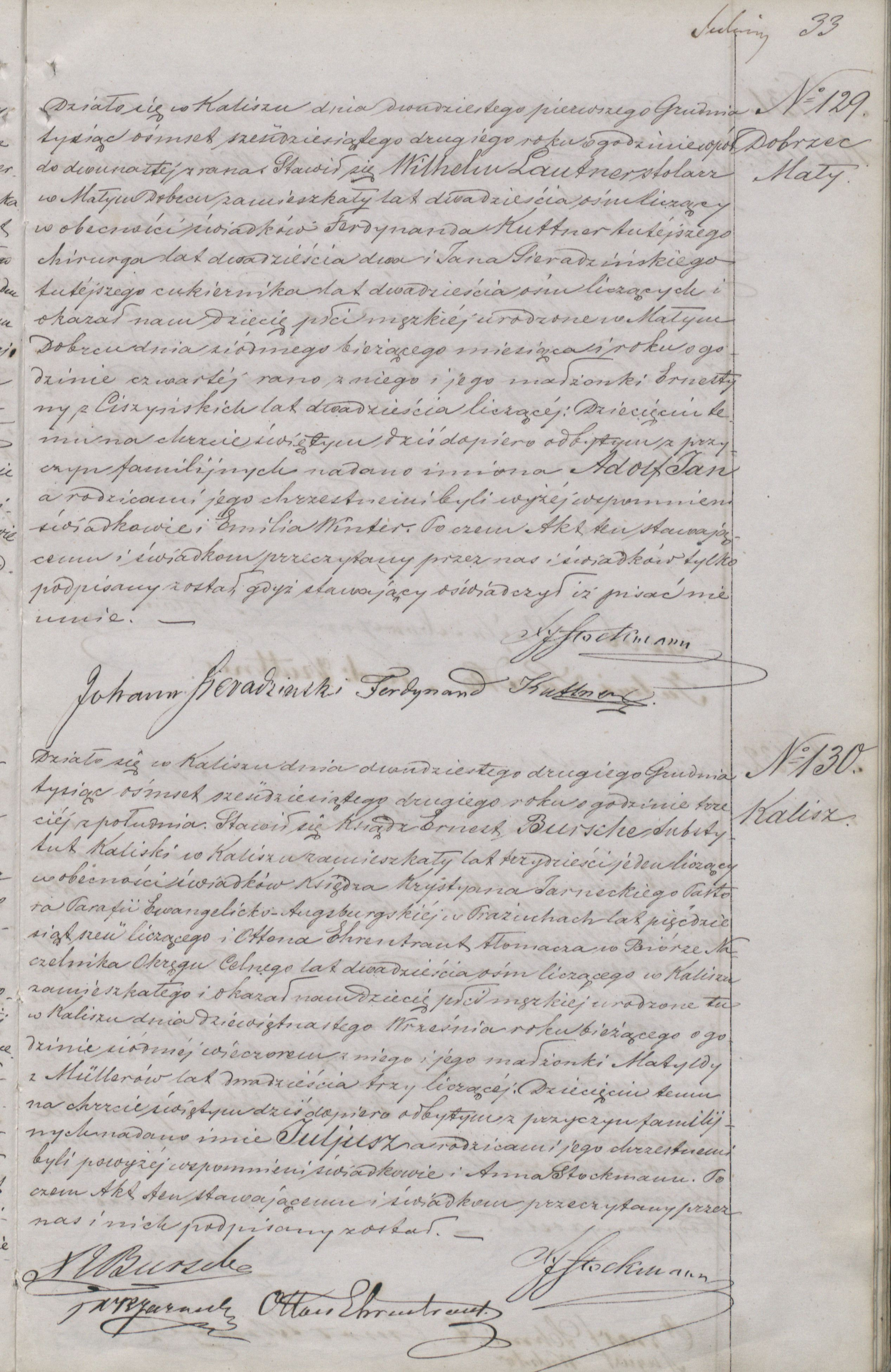
Akt urodzenia Juliusza Bursche

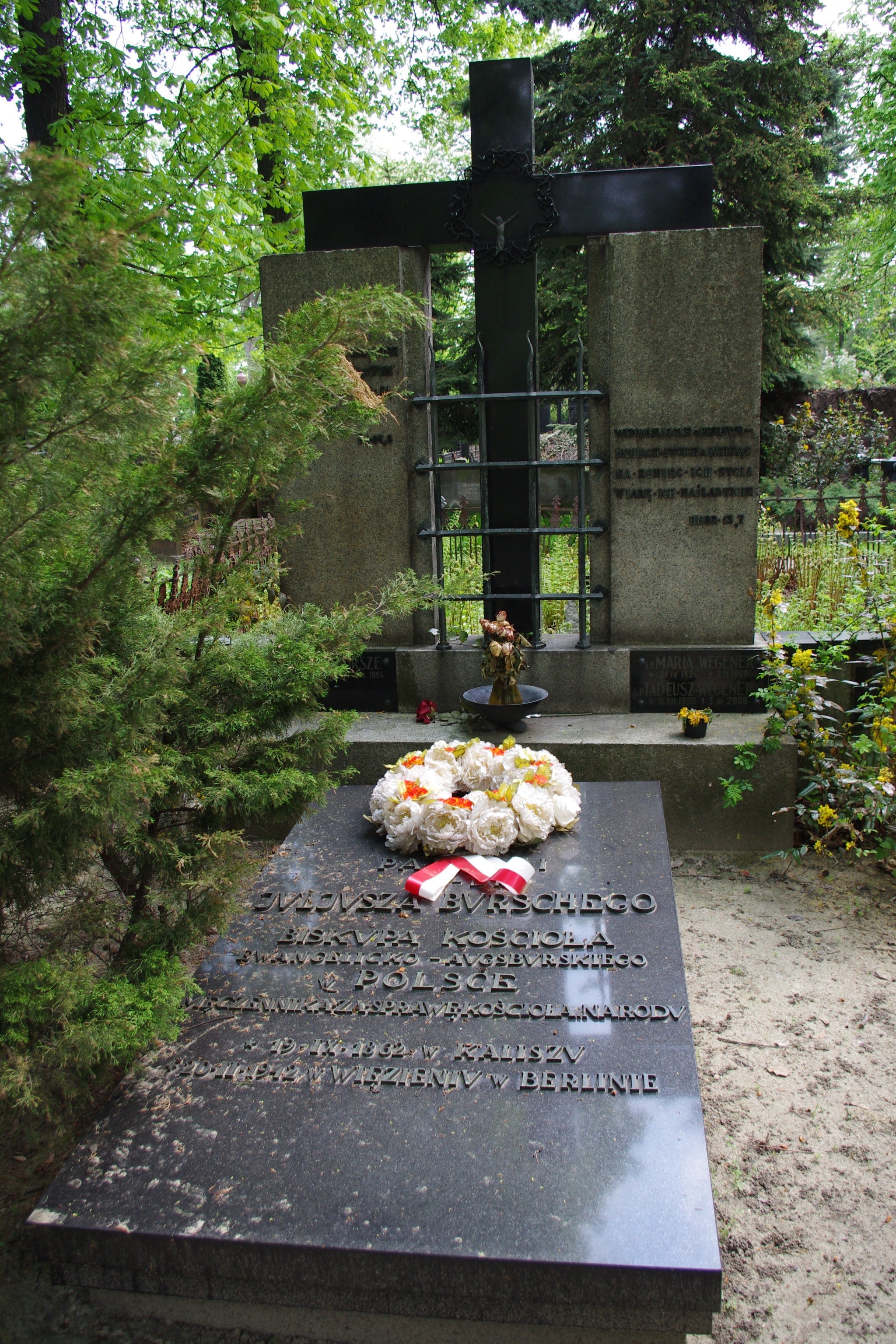
Symboliczny grób ks. biskupa Juliusza Bursche na Cmentarzu ewangelicko-augsburskim w Warszawie

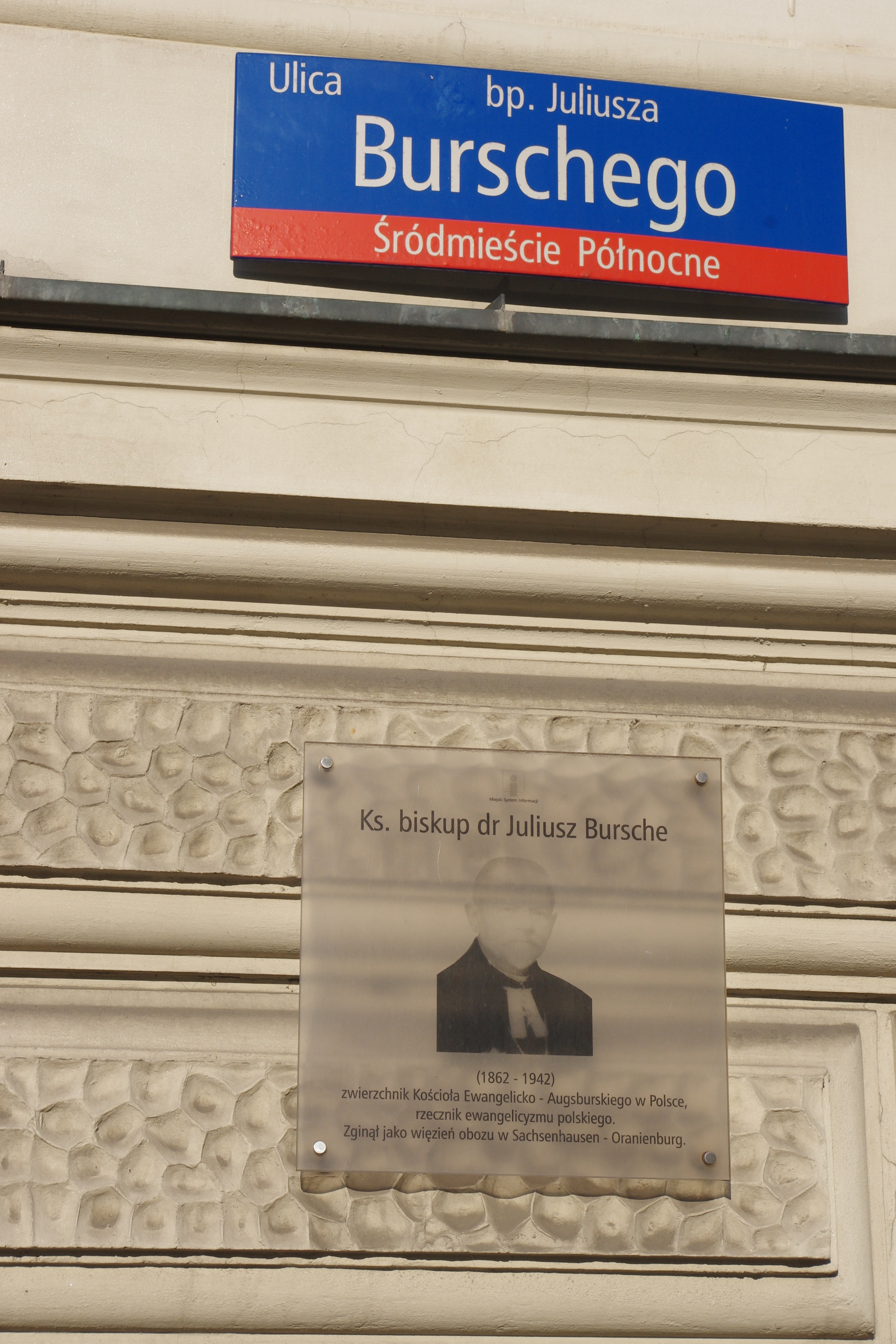
Ulica bp. Juliusza Burschego w Warszawie oraz tablica Miejskiego Systemu Informacji upamiętniająca biskupa

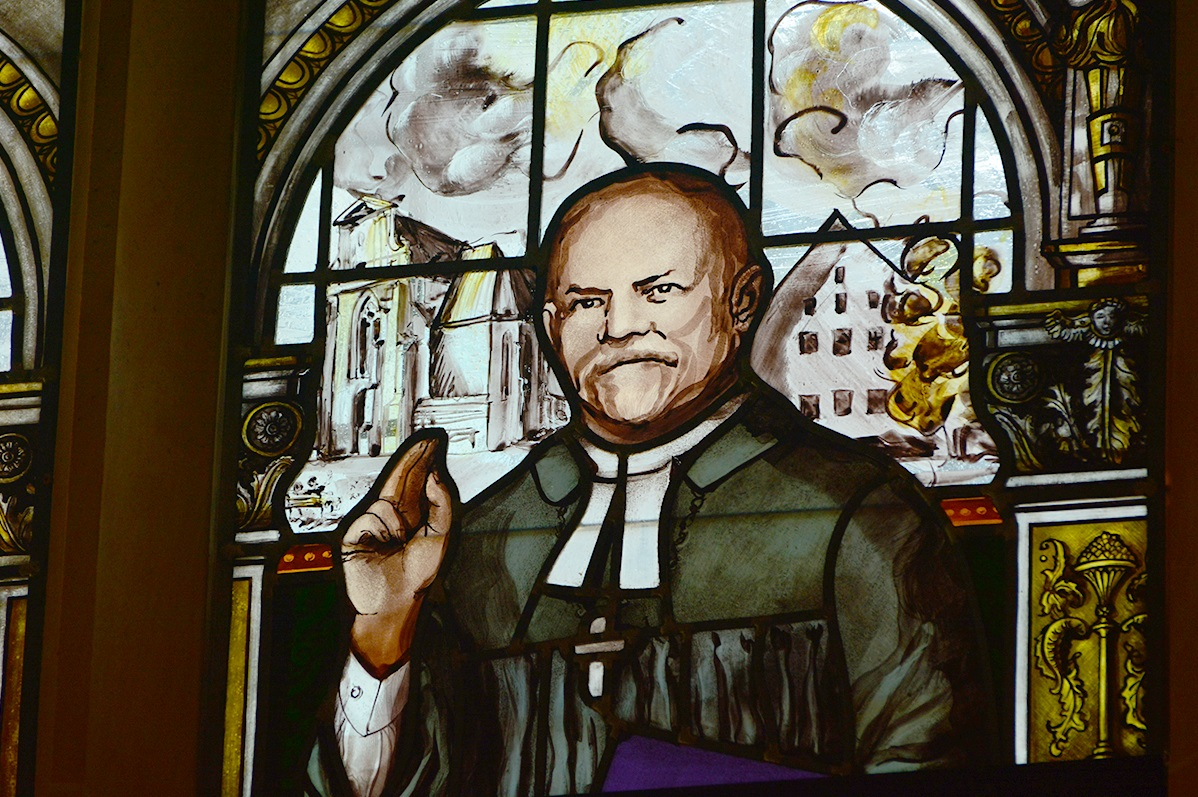
Bp Juliusz Bursche na witrażu w kościele św. Krzysztofa we Wrocławiu.

Juliusz Bursche (ur. 19 września 1862 w Kaliszu, zm. 20 lutego 1942 w więzieniu gestapo Moabit w Berlinie) – polski duchowny ewangelicki, doktor teologii, działacz niepodległościowy, superintendent generalny Kościoła Ewangelicko-Augsburskiego w Królestwie Polskim, wybrany na biskupa Kościoła Ewangelicko-Augsburskiego w RP. Polski męczennik z okresu II wojny światowej, zamordowany przez funkcjonariuszy hitlerowskich Niemiec.

## Życiorys
Urodził się jako syn Ernesta Wilhelma Bursche, pastora w Zgierzu, i Matyldy z domu Müller. Gimnazjum ukończył w Warszawie, a studia teologiczne (Wydział Teologii Ewangelickiej) na uniwersytecie w Dorpacie. Podczas studiów w Dorpacie został przyjęty do korporacji akademickiej Konwent Polonia, w którym działał i wspierał go aktywnie przez całe życie. Ordynowany był mając 22 lata, odbył krótki wikariat w warszawskiej parafii św. Trójcy, a w 1885 został wybrany na pastora parafii w Wiskitkach k. Żyrardowa. W tymże 1885 ożenił się z Amalią Heleną z domu Krusche, pochodzącą z zamożnej niemieckiej rodziny przemysłowców, współwłaścicieli tkalni bawełny w Pabianicach. Miał pięcioro dzieci: 4 córki (m.in. Helenę) i syna – Stefana. W 1888 ksiądz Bursche został przeniesiony do Warszawy, gdzie szybko awansował w hierarchii kościelnej. Od 1895 do 1904 był radcą Konsystorza, w roku 1904 car Mikołaj II mianował go superintendentem Kościoła Ewangelicko-Augsburskiego w Królestwie Polskim. Uroczystość wprowadzenia w urząd biskupi (instalacja), odbyła się 22 stycznia 1905 w kościele Świętej Trójcy w Warszawie. Mieszkał wraz z rodziną na plebanii przy ul. Królewskiej, a następnie w tzw. domu konsystorskim przy ul. Wierzbowej 2.
W 1902 rodzina księdza Bursche po raz pierwszy przyjechała do Wisły, gdzie spędziła wakacje letnie w willi Bogumiła Hoffa. W tym samym roku zakupili parcelę u stóp góry Czerhla, nad Wisłą, gdzie w 1903 miejscowi cieśle wybudowali dla nich willę „Zacisze”. Drewniana willa, zaprojektowana przez Bogdana Hoffa w modnym wówczas stylu zakopiańskim, do 1939 była przez trzy letnie miesiące miejscem odpoczynku i pracy biskupa. Bursche lubił urządzać i pielęgnować ogród przy willi i codziennie zażywał kąpieli w Wiśle. Utrzymywał ożywione kontakty z polską inteligencją Śląska Cieszyńskiego oraz odwiedzającymi Beskid Śląski polskimi turystami. W 1910 wszedł w skład pierwszego zarządu Polskiego Towarzystwa Turystycznego „Beskid” z siedzibą w Cieszynie.
W chwili wybuchu I wojny światowej znajdował się w Wiśle, gdzie jak co roku zamierzał spędzić lato. Jako obywatel rosyjski musiał jak najszybciej opuścić Śląsk Cieszyński. Okrężną drogą przez Wiedeń, Budapeszt, Bukareszt i Odessę wrócił do Warszawy, skąd w kwietniu 1915 został zesłany w głąb Rosji do Orenburga. Po dwuletniej tułaczce udało mu się przedostać do Sztokholmu, skąd 17 lutego 1918 powrócił do Warszawy na stanowisko głowy Kościoła Ewangelicko-Augsburskiego w Polsce, w tym samym roku wszedł w skład Rady Stanu Królestwa Polskiego.
Po uzyskaniu niepodległości przyjechał na Śląsk Cieszyński, by przejąć kościoły ewangelickie pod zwierzchnictwo konsystorza warszawskiego i powołać diecezję śląską Kościoła Ewangelicko-Augsburskiego. W dniach od 5 lutego do 11 marca 1919 przebywał we Francji, by jako rzeczoznawca strony polskiej do spraw terenów Śląska Cieszyńskiego i byłych Prus Wschodnich uczestniczyć w konferencji pokojowej w Paryżu. Przedłożył tam memoriał polskich pastorów ewangelickich z grudnia 1918 r. w sprawie przyłączenia Śląska Cieszyńskiego i Górnego Śląska do Polski. W latach 1919–1920 kierował polskim komitetem plebiscytowym podczas przygotowań do plebiscytu na Mazurach. W marcu 1920 został superintendentem Kościoła Ewangelicko-Augsburskiego w odrodzonej Polsce. W 1928 objął stanowisko prezesa Rady Kościołów Ewangelickich w Polsce. W 1930 Uniwersytet Warszawski nadał mu tytuł doktora honoris causa.
W 1922 bezskutecznie kandydydował do Senatu RP, z pierwszego miejsca listy №10 (Unia Narodowo-Państwowa) w okręgu warszawskim.
Ksiądz Bursche był zdolnym, niezwykle energicznym organizatorem życia religijnego i cenionym kaznodzieją, autorem wielu rozpraw historycznych z zakresu historii Kościołów reformowanych, oraz założycielem i wydawcą pism: „Zwiastun Ewangeliczny” (1898–1914) oraz „Gazeta Mazurska” (1922–1939). W dwudziestoleciu międzywojennym działał usilnie nad zorganizowaniem silnego polskiego Kościoła Ewangelicko-Augsburskiego. Jako zwierzchnik tego Kościoła utrzymywał ożywione stosunki z wieloma czołowymi przedstawicielami ówczesnych rządów RP. Był inicjatorem uchwalonej w 1936 ustawy o stosunku swojego Kościoła do Państwa Polskiego. W tym samym roku we wrześniu wydał manifest do ludności ewangelickiej w Polsce, potępiający nazizm i ideologię hitlerowską. Jednocześnie przywiązywał ogromną wagę do duchowej łączności polskich ewangelików z innymi Kościołami ewangelickimi na świecie. Uczestniczył w wielu konferencjach i zjazdach Kościołów ewangelickich, m.in. w Uppsali (1921), Eisenach (1923), Kopenhadze (1929), Paryżu (1935) oraz w konferencji ekumenicznej w Oksfordzie (1937). 3 lipca 1937 został wybrany według nowego statutu Kościoła, pierwszym biskupem.
Biskup Bursche pochodził z rodziny o niemieckich korzeniach, jednak całym swoim życiem i pracą stworzył wzór Polaka-ewangelika, wspierającego polską rację stanu – Bursche przeciwstawiał się m.in. germanizacyjnym dążeniom Kościołów ewangelickich w zaborze pruskim. Tuż przed wybuchem II wojny światowej, w orędziu z 30 sierpnia 1939 r. deklarował: „My, Polacy ewangelicy, którzy jesteśmy integralną cząstką narodu polskiego – nas nie potrzeba nawet wzywać, abyśmy w dziejowej tej chwili złożyli ofiarę mienia i krwi na ołtarzu dobra Ojczyzny. Żadne ofiary nie będą nam zbyt wielkie, aby dać odpór mocy, która urągać śmie majestatowi Rzeczypospolitej”. 1 września 1939, po napaści Niemiec na Polskę, wydał orędzie, które miało być odczytane z ambon kościołów ewangelickich. Potępił w nim agresję hitlerowską i wyraził nadzieję, że po klęsce hitlerowskich Niemiec Mazury, Śląsk i Pomorze wrócą do Polski. We wrześniu 1939 nie skorzystał z możliwości wyjazdu za granicę, lecz wraz z wielką masą Polaków ewakuował się na wschód. Jako jeden z czołowych wrogów III Rzeszy już 3 października 1939 został aresztowany na terenie plebanii ewangelickiej w Lublinie (gdzie się ukrywał) i przewieziony na przesłuchania do Radomia, a następnie do głównej siedziby Gestapo w Berlinie. Został umieszczony w obozie w Sachsenhausen k. Oranienburga. Jego nieugiętą postawę oraz odrzucenie niemieckich propozycji wyrzeczenia się polskości, podkreślała krajowa prasa konspiracyjna, m.in. Biuletyn Informacyjny nr 9 z 1942 napisał: „Pomimo presji samego Himmlera, pomimo cierpień jakie spadły za jego nieugiętość na całą rodzinę Burschów – ksiądz biskup nie wyparł się swej polskości i nie uległ przed pokusami proponowanymi przez wroga”. Zmarł z wycieńczenia w szpitalu więziennym Moabit, wielokrotnie torturowany w czasie przesłuchań. Dokładna data jego śmierci nie jest znana – 20 lutego 1942 jest datą umowną, najbardziej prawdopodobną. Rodzinie nie ujawniono miejsca pochówku i odmówiono wydania doczesnych szczątków zmarłego. Dopiero w 2017 roku dzięki odnalezieniu dokumentów udało się ustalić miejsce pochówku urny z prochami biskupa na Miejskim Cmentarzu przy Humboldtstrasse w Berlinie Reinickendorf. Symboliczny grób znajduje się na cmentarzu ewangelicko-augsburskim w Warszawie (sektor Al9-1-2p4).
Represje dotknęły również trzech jego braci (przeżył tylko jeden) oraz syna (inż. Stefan Bursche, rozstrzelany przez hitlerowców 17 lutego 1940 w lasach lućmierskich), aresztowanych przez Niemców w pierwszych dniach okupacji – na ich aktach Himmler napisał: „Diese Familie ist auszurotten” (pol. „tę rodzinę trzeba wytępić”).

## Ordery i odznaczenia
- Order Orła Białego (pośmiertnie, 6 listopada 2018)[14][15]
- Krzyż Komandorski z Gwiazdą Orderu Odrodzenia Polski (2 maja 1922)[16][17]

## Upamiętnienie
Imieniem księdza biskupa Juliusza Burschego nazwano w 1983 aleję w Wiśle, biegnącą od „Hotelu Gołębiewski”, wzdłuż rzeki Wisły, obok willi „Zacisze”. Willa istnieje do dziś, ma status obiektu zabytkowego. Z inicjatywy obecnych właścicieli willi w narożniku ogrodu (od strony Alei Biskupa Burschego) 10 listopada 1985 została odsłonięta tablica pamiątkowa projektu Karola Kubali z Ustronia, poświęcona pamięci biskupa Burschego. W Warszawie jego imię nosi uliczka na zapleczu Galerii Zachęta prowadząca od ulicy Królewskiej do kościoła św. Trójcy. Również w Kaliszu, mieście jego urodzenia, a także w Tychach, ulica została nazwana imieniem Juliusza Bursche.
Wizerunek Juliusz Burschego widnieje na rewersie srebrnej monety kolekcjonerskiej o nominale 20 złotych wyemitowanej przez Narodowy Bank Polski w 2017 r. z okazji pięćsetlecia reformacji w Polsce.